# Савана (Тексас)
Савана (енгл. Savannah) насељено је место без административног статуса у америчкој савезној држави Тексас.

## Демографија
По попису из 2010. године број становника је 3.318.
| Група             | 2000.    | 2010.         |
| Белци             | 0 (0,0%) | 2.415 (72,8%) |
| Афроамериканци    | 0 (0,0%) | 300 (9,0%)    |
| Азијати           | 0 (0,0%) | 65 (2,0%)     |
| Хиспаноамериканци | 0 (0,0%) | 427 (12,9%)   |
| Укупно            | 0        | 3.318         |